# Aérodrome de Bamfield
L'aérodrome de Bamfield est un aérodrome situé en Colombie-Britannique, au Canada.